# Semiconductors magnètics

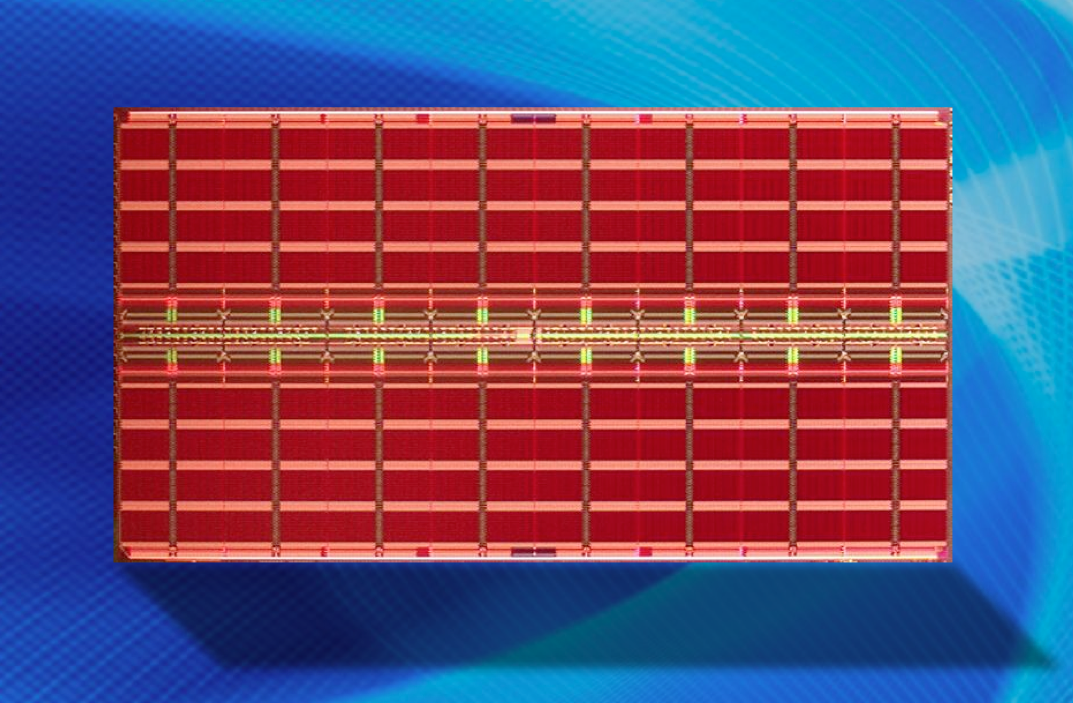
Memòria RAM magneto-resistiva.

Els semiconductors magnètics són materials semiconductors que presenten tant ferromagnetisme (o una resposta similar) com propietats útils de semiconductors. Si s'implementen en dispositius, aquests materials podrien proporcionar un nou tipus de control de conducció. Mentre que l'electrònica tradicional es basa en el control dels portadors de càrrega (tipus n o p), els pràctics semiconductors magnètics també permetrien el control de l'estat de gir quàntic (amunt o avall). Això proporcionaria teòricament una polarització d'spin gairebé total (a diferència del ferro i altres metalls, que només proporcionen ~50% de polarització), que és una propietat important per a aplicacions d'espintrònica, per exemple, els transistors d'spin.

Fig.1 Estructura de la cèl·lula MRAM

Tot i que molts materials magnètics tradicionals, com la magnetita, també són semiconductors (la magnetita és un semiconductor semimetall amb banda intermitent de 0,14 eV), els científics de materials generalment prediuen que els semiconductors magnètics només trobaran un ús generalitzat si són similars als materials semiconductors ben desenvolupats. Amb aquesta finalitat, els semiconductors magnètics diluïts (DMS) han estat recentment un focus important de la investigació dels semiconductors magnètics. Aquests es basen en semiconductors tradicionals, però estan dopats amb metalls de transició en lloc d'elements electrònicament actius o a més d'ells. Són d'interès per les seves propietats espintròniques úniques amb possibles aplicacions tecnològiques. Els òxids metàl·lics de banda ampla dopat com l'òxid de zinc (ZnO) i l'òxid de titani (TiO₂) es troben entre els millors candidats per a DMS industrials a causa de la seva multifuncionalitat en aplicacions optomagnètiques. En particular, els DMS basats en ZnO amb propietats com la transparència a la regió visual i la piezoelectricitat han generat un gran interès entre la comunitat científica com a candidat fort per a la fabricació de transistors d'espín i díodes emissors de llum polaritzats amb spin, mentre es dopava el coure. A més, s'ha predit que el TiO₂ a la fase anatasa d'aquest material mostra un magnetisme diluït favorable.

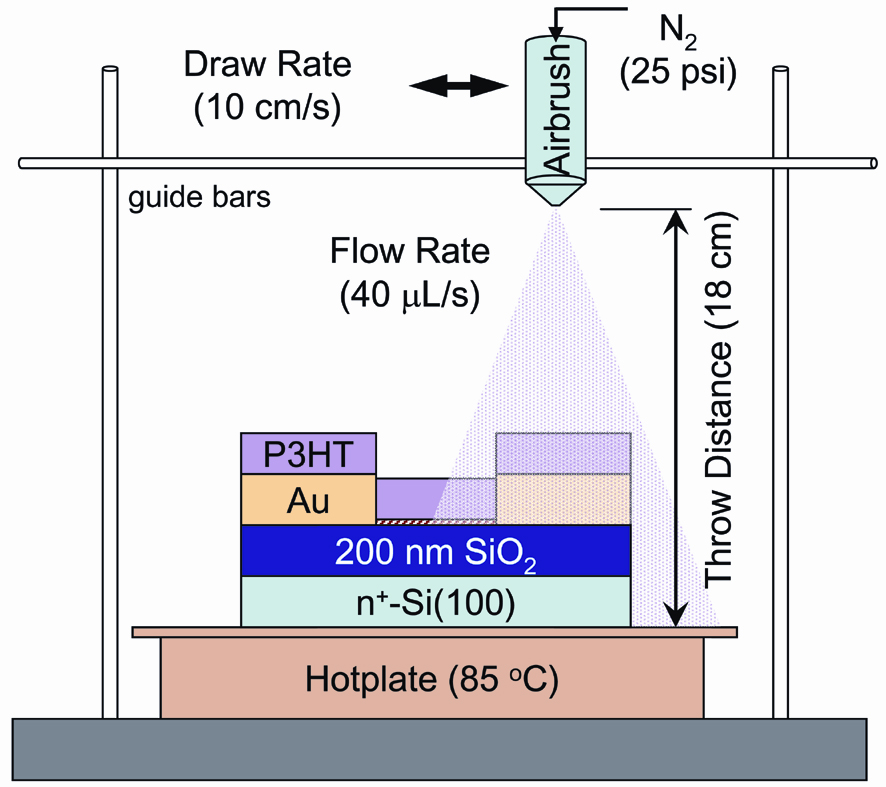
Transistor de spin

Hideo Ohno i el seu grup de la Universitat de Tohoku van ser els primers a mesurar el ferromagnetisme en semiconductors compostos dopats amb metalls de transició com l'arsenur d'indi i l'arsenur de gal·li dopats amb manganès (aquest últim s'anomena comunament GaMnAs). Aquests materials presentaven temperatures de Curie raonablement altes (encara per sota de la temperatura ambient) que s'escalen amb la concentració de portadors de càrrega de tipus p. Des d'aleshores, s'han mesurat senyals ferromagnètics a partir de diversos hosts semiconductors dopats amb diferents àtoms de transició.
A continuació es mostren diversos exemples de materials semiconductors ferromagnètics proposats.
- Arsenur d'indi dopat amb manganès i arsenur de gal·li (GaMnAs), amb una temperatura de Curie al voltant de 50-100K i 100-200K, respectivament.
- Antimonur d'indi dopat amb manganès, que esdevé ferromagnètic fins i tot a temperatura ambient i fins i tot amb menys de l'1% de Mn.
- Semiconductors d'òxid:
  - Òxid d'indi dopat amb manganès i ferro, ferromagnètic a temperatura ambient. El ferromagnetisme sembla estar mediat per electrons portadors, d'una manera similar a com el ferromagnetisme GaMnAs està mediat per forats portadors.
  - Òxid de zinc:
    - Òxid de zinc dopat amb manganès.
    - òxid de zinc dopat amb cobalt de tipus n.
    - Òxid de zinc dopat amb lantànids.

  - Òxid de magnesi:
    - Pel·lícules transparents de MgO de tipus p amb vacants de cations, que combinen ferromagnetisme i commutació multinivell (memristor).

  - Diòxid de titani:
    - Diòxid de titani dopat amb cobalt (tant rutil com anatasa), ferromagnètic superior a 400 K.
    - Rutil dopat amb crom, ferromagnètic per sobre de 400 K.
    - Rutil dopat amb ferro i anatasa dopat amb ferro, ferromagnètic a temperatura ambient.
    - Anatasa dopada amb coure.
    - Anatasa dopada amb níquel.

  - Diòxid d'estany:
    - Diòxid d'estany dopat amb manganès, amb temperatura de Curie a 340K.
    - Diòxid d'estany dopat amb ferro, amb temperatura de Curie a 340K.
    - Diòxid d'estany dopat amb estronci (SrSnO2) – Semiconductor magnètic diluït. Es pot sintetitzar una pel·lícula fina epitaxial en un xip de silici.

  - Òxid d'europi(II), amb una temperatura de Curie de 69K. La temperatura de curie pot ser més que duplicada per dopatge (per exemple, deficiència d'oxigen, Gd).
- Semiconductors de nitrur:
  - Nitrur d'alumini dopat amb crom.
  - Nitrur de gal i nitrur de bor dopats amb manganès.
- (Ba,K)(Zn,Mn)₂As₂ : Semiconductor ferromagnètic d'estructura mitjana tetragonal i estructura local ortoròmbica.